# Deux Nigauds contre le docteur Jekyll et mister Hyde
Pour plus de détails, voir Fiche technique et Distribution.
Deux Nigauds contre le docteur Jekyll et mister Hyde (titre original : Abbott and Costello Meet Dr. Jekyll and Mr. Hyde) est une comédie horrifique américaine, en noir et blanc, réalisée par Charles Lamont et sortie en 1953. Ce film, de la série des Deux Nigauds, réunit le duo comique Abbott et Costello et le célèbre acteur Boris Karloff.

## Synopsis
Slim et Tubby sont deux policiers américains venus à Londres pour étudier les techniques de la police londonienne. À la suite d'une méprise, ils se retrouvent impliqués dans une rixe et finissent en prison où ils font la rencontre d'un certain Dr Henry Jekyll…

## Fiche technique
- Titre français : Deux Nigauds contre le docteur Jekyll et mister Hyde
- Titre original : Abbott and Costello Meet Dr. Jekyll and Mr. Hyde
- Réalisation : Charles Lamont
- Scénario : Lee Loeb, John Grant, Sidney Fields (en), Grant Garett, Howard Dimsdale (non crédité), d'après les personnages du roman court L'Étrange Cas du docteur Jekyll et de mister Hyde de Robert Louis Stevenson
- Musique : Joseph Gershenson
- Directeur de la photographie : George Robinson
- Montage : Russell F. Schoengarth
- Direction artistique : Bernard Herzbrun, Eric Orbom
- Décors : Russell A. Gausman
- Costumes : Rosemary Odell
- Effets spéciaux : David S. Horsley
- Production : Howard Christie, Universal Pictures
- Pays d'origine :  États-Unis
- Genre : comédie horrifique
- Durée : 76 minutes
- Dates de sortie :
  -  États-Unis : 1er août 1953
  -  France : 24 mars 1954
- Affiche : Roger Cartier (France)

## Distribution
- Bud Abbott : Slim
- Lou Costello : Tubby
- Boris Karloff : le docteur Jekyll / mister Hyde
- Craig Stevens : Bruce Adams
- Helen Westcott : Vicky Edwards
- Reginald Denny : un inspecteur
- John Dierkes : Batley
- Henry Corden : un acteur (non crédité)

## Distinctions

### Nominations
- Saturn Award 2009 :
  - Saturn Award de la meilleure collection DVD (au sein du coffret Abbott and Costello (Complete Universal Series Collection))

## Vidéo
Le film est sorti en DVD sous le titre Abbott et Costello contre docteur Jekyll et mister Hyde en 2007 chez Bach film.